# Plagiomima rigidirostris
Plagiomima rigidirostris là một loài ruồi trong họ Tachinidae.